# کامسه
کامسه شهری در شهرستان تیو در استان بولکیمده در بورکینافاسوی غربی مرکزی است جمعیت آن ۱۶۲۶ نفر است.